# Philipp Marx
Philipp Marx (Biedenkopf, 3 februari 1982) is een Duitse voormalig tennisser. Hij heeft geen ATP-toernooi gewonnen. Wel stond hij in twee ATP finales in het dubbelspel. Hij deed mee aan enkele grandslamtoernooien. Hij heeft zestien challengers in het dubbelspel op zijn naam staan.

## Palmares dubbelspel
| Nr.                          | Datum            | Toernooi            | Ondergrond    | Partner          | Tegenstanders in finale               | Score             | Details |
| ---------------------------- | ---------------- | ------------------- | ------------- | ---------------- | ------------------------------------- | ----------------- | ------- |
| Verloren finales herendubbel |                  |                     |               |                  |                                       |                   |         |
| 1.                           | 28 februari 2010 | ATP Delray Beach    | Hardcourt     | Igor Zelenay     | Bob Bryan Mike Bryan                  | 3-6, 63-7         | Details |
| 2.                           | 9 februari 2014  | ATP Zagreb          | Hardcourt (i) | Michal Mertiňák  | Jean-Julien Rojer Horia Tecău         | 6-3, 4-6, [2-10]  | Details |
| Gewonnen challengers         |                  |                     |               |                  |                                       |                   |         |
| 1.                           | 20 november 2006 | Shrewsbury          | Hardcourt (i) | Frederik Nielsen | Lars Burgsmüller Mischa Zverev        | 6-4, 6-4          |         |
| 2.                           | 3 september 2007 | Düsseldorf          | Gravel        | Fabio Colangelo  | Filip Polášek Igor Zelenay            | 3-6, 6-3, [10-7]  |         |
| 3.                           | 2 juni 2008      | Fürth               | Gravel        | Alexander Peya   | Daniel Köllerer Frank Moser           | 6-3, 6-3          |         |
| 4.                           | 30 juni 2008     | Lugano              | Gravel        | Rameez Junaid    | Mariano Hood Eduardo Schwank          | 7-67, 4-6, [10-7] |         |
| 5.                           | 7 juli 2008      | Scheveningen        | Gravel        | Rameez Junaid    | Matwé Middelkoop Melle van Gemerden   | 5-7, 6-2, [10-6]  |         |
| 6.                           | 1 september 2008 | Alphen aan den Rijn | Gravel        | Rameez Junaid    | Bart Beks Matwé Middelkoop            | 6-3, 6-2          |         |
| 7.                           | 16 februari 2009 | Belgrado            | Tapijt (i)    | Michael Kohlmann | Aisam-ul-Haq Qureshi Lovro Zovko      | 3-6, 6-2, [10-8]  |         |
| 8.                           | 6 april 2009     | Athene              | Gravel        | Rameez Junaid    | Jesse Huta Galung Rui Machado         | 6-4, 6-3          |         |
| 9.                           | 25 mei 2009      | Karlsruhe           | Gravel        | Rameez Junaid    | Tomasz Bednarek Aisam-ul-Haq Qureshi  | 7-5, 6-4          |         |
| 10.                          | 16 november 2009 | Bratislava          | Hardcourt (i) | Igor Zelenay     | Leoš Friedl David Škoch               | 6-4, 6-4          |         |
| 11.                          | 30 november 2009 | Salzburg            | Hardcourt (i) | Igor Zelenay     | Sanchai Ratiwatana Sonchat Ratiwatana | 6-4, 7-5          |         |
| 12.                          | 8 augustus 2011  | San Marino          | Gravel        | James Cerretani  | Daniele Bracciali Julian Knowle       | 6-3, 6-4          |         |
| 13.                          | 27 augustus 2012 | Como                | Gravel        | Florin Mergea    | Colin Ebelthite Jaroslav Pospíšil     | 6-4, 4-6, [10-4]  |         |
| 14.                          | 8 oktober 2012   | Rennes              | Hardcourt (i) | Florin Mergea    | Tomasz Bednarek Mateusz Kowalczyk     | 6-3, 6-2          |         |
| 15.                          | 8 november 2013  | Eckental            | Tapijt (i)    | Dustin Brown     | Piotr Gadomski Mateusz Kowalczyk      | 7-6(4), 6-2       |         |
| 16.                          | 12 oktober 2014  | Rennes              | Hardcourt (i) | Tobias Kamke     | František Čermák Jonathan Erlich      | 3-6, 6-2, [10-3]  |         |

## Prestatietabel (Grand Slam) dubbelspel
| Legenda | Legenda                          |
| ------- | -------------------------------- |
| g.t.    | geen toernooi gehouden           |
| l.c.    | lagere categorie                 |
| –       | niet deelgenomen                 |
| G       | uitgeschakeld in de groepsfase   |
| 1R      | uitgeschakeld in de eerste ronde |
| 2R      | uitgeschakeld in de tweede ronde |
| 3R      | uitgeschakeld in de derde ronde  |
| 4R      | uitgeschakeld in de vierde ronde |
| KF      | uitgeschakeld in de kwartfinale  |
| HF      | uitgeschakeld in de halve finale |
| F       | de finale verloren               |
| W       | het toernooi gewonnen            |
| w-v     | winst/verlies-balans             |

| Grandslamtoernooien   |               |               |               |     |      |      |        |
| Australian Open       | –             | 3R            | 2R            | 2R  | –    | –    | 4-3    |
| Roland Garros         | –             | 1R            | 2R            | 1R  | 2R   | 1R   | 2-5    |
| Wimbledon             | 2R            | 2R            | KF            | 2R  | 1R   | 1R   | 6-6    |
| US Open               | –             | 2R            | 2R            | –   | –    | 1R   | 2-3    |
| Winst-verlies         | 1-1           | 4-4           | 6–4           | 2-3 | 1-2  | 0-3  | 14-17  |
| ATP World Tour Finals |               |               |               |     |      |      |        |
| ATP World Tour Finals | –             | –             | –             | –   | –    | –    | 0-0    |
| Olympische Spelen     |               |               |               |     |      |      |        |
| Olympische Spelen     | geen toernooi | geen toernooi | geen toernooi | –   | g.t. | g.t. | 0-0    |
| Statistieken          |               |               |               |     |      |      |        |
| Totaal aantal titels  | 0             | 0             | 0             | 0   | 0    | 0    | 0      |
| Eindejaarsranking     | 75            | 68            | 64            | 82  | 83   | 98   | n.v.t. |